# Prix Karp
Pour les articles homonymes, voir Karp.
Le prix Karp est une distinction mathématique décernée par l'Association for Symbolic Logic aux États-Unis tous les cinq ans depuis 1978. Il a été créé pour honorer l'ensemble du travail de Carol Karp (1926–1972), professeure de logique à l'université du Maryland et porte son nom.

## Lauréats
- 1978 : Robert Vaught[5], université de Californie
- 1983 : Saharon Shelah, université hébraïque de Jérusalem
- 1988 : Donald A. Martin, université de Californie à Los Angeles, John R. Steel, université de Californie à Los Angeles et W. Hugh Woodin, université de Californie
- 1993 : Ehud Hrushovski, MIT et Alex Wilkie, université d'Oxford
- 1998 : Ehud Hrushovski, université hébraïque de Jérusalem
- 2003 : Gregory Hjorth, université de Californie à Los Angeles et Alexander S. Kechris, Caltech
- 2008 : Zlil Sela (de), université hébraïque de Jérusalem
- 2013 : Moti Gitik (de), université de Tel Aviv, Ya’acov Peterzil (de), université de Haïfa, Jonathan Pila, université d'Oxford, Serguei Starchenko (en), University of Notre Dame et Alex Wilkie, Université de Manchester
- 2018 : Matthias Aschenbrenner, Lou van den Dries, Joris van der Hoeven (de)